# بني مليكش
بني مليكش بلدية بولاية بجاية بالجزائر

## أعلام
- عبد الرحمان ميرة

## مواضيع ذات صلة
- بلديات ولاية بجاية
- دوائر ولاية بجاية